# Micronecta undulata
Micronecta undulata (лат.) — вид мелких водяных клопов рода Micronecta из семейства Гребляки (Corixidae, Micronectinae, или Micronectidae). Юго-Восточная Азия: Вьетнам (Phu Tho Prov.).

## Описание
Мелкие водяные клопы, длина от 1,9 до 2,2 мм. Переднеспинка длиннее медианной длины головы. Гемелитрон с широким поперечным тёмно-коричневым пятном на сероватом фоне. Дорзум обычно буровато-серый. Лоб и темя бледно-желтоватые, глаза черновато-коричневые. Переднеспинка серовато-коричневая. Клавус у переднего края в коричневых точках. Кориум с широким поперечным темно-коричневым пятном посередине. Мембрана в целом темно-коричневая, на вершине более прозрачная. Нижняя часть груди и брюшко серовато-коричневая, а ноги бледно-жёлтые или почти белесые. Вид был впервые описан в 2021 году вьетнамскими энтомологами Tuyet Ngan Ha и Anh Duc Tran (Faculty of Biology, VNU University of Science, Vietnam National University, Ханой, Вьетнам) по материалам из Вьетнама.